# Партія ліберальних демократів
Партія ліберальних демократів — ЛІБРА (хорв. LIBRA — Stranka liberalnih demokrata) — хорватська ліберальна політична партія, що існувала у 2002–2005 роках. Партійні кольори — синій і жовтий.

## Історія
«ЛІБРУ» заснували діячі Хорватської соціал-ліберальної партії, які виступили проти виходу з лівоцентристської урядової коаліції прем'єр-міністра Івиці Рачана. У наступному другому уряді цього прем'єра (2002—2003 рр.) цю політичну силу представляли віце-прем'єр-міністр Горан Гранич, міністр моря, транспорту та зв'язку Роланд Жуванич і міністр охорони довкілля Божо Ковачевич. Статут нової партії ухвалено 21 вересня 2002 р. в Загребі. На парламентських виборах у 2003 р. «ЛІБРА» виступила у виборчій коаліції із Соціал-демократичною партією, Істрійською демократичною асамблеєю та Ліберальною партією, провівши до хорватського парламенту 5-го скликання трьох своїх депутатів.
5 травня 2005 р. «ЛІБРА» об'єдналася з Хорватською народною партією, яка відтоді прибрала назву «Хорватська народна партія — ліберал-демократи».